# I'm a Flirt
I'm a Firlt è una canzone di Bow Wow, presente come traccia fantasma nell'album The Price of Fame del 2006.
I'm a Flirt (Remix) è la versione remixata di R. Kelly, primo singolo estratto dall'album Double Up, con la collaborazione di T-Pain e T.I..
La versione di R. Kelly ha avuto più successo dell'originale, riscuotendo più download e ascolti su radio. Ne esistono altre due: una con Twista e Ludacris e una con T-Pain e Trey Songz.